# Tsarev brod
Tsarev brod (bulgariska: Царев брод) är ett distrikt i Bulgarien.   Det ligger i kommunen Obsjtina Sjumen och regionen Sjumen, i den nordöstra delen av landet, 300 km öster om huvudstaden Sofia.
Trakten runt Tsarev brod består till största delen av jordbruksmark. Runt Tsarev brod är det ganska tätbefolkat, med 149 invånare per kvadratkilometer.